# Catherine Vautrin
Catherine Vautrin (ur. 26 lipca 1960 w Reims) – francuska polityk i działaczka samorządowa, sekretarz stanu i minister delegowany, wiceprzewodnicząca niższej izby parlamentu, w 2024 minister pracy, zdrowia i solidarności, w 2024 minister partnerstwa terytorialnego i decentralizacji, od 2024 minister pracy, zdrowia, solidarności i rodziny.

## Życiorys
Ukończyła studia prawnicze, po których pracowała w biznesie, m.in. w amerykańskim koncernie Cigna. W latach 1983–1999 była radną w Reims, ponownie zasiadła w radzie tego miasta w 2008. W okresie 1999–2002 wchodziła w skład rady regionu Szampania-Ardeny.
W 2002 uzyskała mandat deputowanej do Zgromadzenia Narodowego z drugiego okręgu w departamencie Marna. W marcu 2004 powołano ją w skład rządu na stanowisko sekretarza stanu ds. integracji i wyrównywania szans (przy ministrze pracy). Później zajmowała tożsame stanowisko w resorcie zdrowia. Od czerwca 2005 do maja 2007 w gabinecie Dominique'a de Villepin była ministrem delegowanym ds. jedności społecznej i parytetów. W wyborach w 2007 po raz drugi została wybrana do parlamentu (z ramienia Unii na rzecz Ruchu Ludowego, przekształconej w 2015 w Republikanów). W 2008 objęła funkcję wiceprzewodniczącej Zgromadzenia Narodowego XIII kadencji. W wyborach parlamentarnych w 2012 uzyskała poselską reelekcję, mandat poselski wykonywała do 2017. W tym samym roku wybrana na przewodniczącą związku metropolitalnego Grand Reims. Później zrezygnowała z członkostwa w Republikanach.
W 2022 została prezesem Narodowej Agencji Odnowy Miast (ANRU). Związała się ze środowiskiem politycznym Emmanuela Macrona.
w styczniu 2024 powołana na urząd ministra pracy, zdrowia i solidarności w rządzie Gabriela Attala. We wrześniu tegoż roku przeszła na stanowisko ministra partnerstwa terytorialnego i decentralizacji w gabinecie Michela Barniera. W grudniu 2024 została natomiast ministrem pracy, zdrowia, solidarności i rodziny w utworzonym wówczas rządzie François Bayrou.

## Odznaczenia
- Legia Honorowa V klasy (2018)[9]
- Komandor 1. Stopnia Orderu Danebroga (Dania, 2025)[10]